# Taiwanische Badmintonnationalmannschaft
Die taiwanische Badmintonnationalmannschaft repräsentiert die Taiwan in internationalen Badmintonwettbewerben.

## Teilnahme an Welt- und Kontinentalmeisterschaften
| Sudirman Cup - Sudirman Cup 1989 – 11. - Sudirman Cup 1991 – 10. - Sudirman Cup 1995 – 11. - Sudirman Cup 1997 – 9. - Sudirman Cup 1999 – 13. - Sudirman Cup 2001 – 12. - Sudirman Cup 2003 – 11. - Sudirman Cup 2005 – 14. - Sudirman Cup 2007 – 12. - Sudirman Cup 2009 – 11. - Sudirman Cup 2011 – 4. | Uber Cup. - Uber Cup 2004 – 5. - Uber Cup 2006 – 3. - Uber Cup 2012 – 5. |

## Bekannte Nationalspieler
| Männer - Chen Hung-ling - Fang Chieh-min - Lee Sheng-mu - Fung Permadi | Frauen - Cheng Shao-chieh - Chou Chia-chi - Chien Yu-chin - Wang Pei-rong |